# Стефан Илчев (певец)
Вижте пояснителната страница за други личности с името Стефан Илчев.
Стефан Илчев е български поп певец.

## Биография

### Произход и образование
Роден е на 12 април 1982 г. в Бургас в семейството на баща – моряк, и майка – зъботехник. Завършва СОУ „Димчо Дебелянов“ в родния си град – в паралелка с профил „Музика“, а след това и Националната музикална академия в София със специалност оперно пеене в класа на проф. Благовеста Карнобатлова и гл. ас. Маргарита Баснарова (2001 – 2005). Дипломира се със спектакъл в годината на Моцарт (2005). Играе главна роля в операта „Вълшебната флейта“ под режисурата на доц. д-р Румен Нейков. Поверена му е ролята на принц Тамино.

### Конкурси и фестивали
През 2006 г. участва в конкурса „Бургас и морето“ с песента „Това море и този бряг“ на композитора М. Македонски. Песента печели Голямата награда на публиката. През същата година на фестивала „SUNFLOWER“ (гр. Зренянин, Сърбия) печели награда за най-добър мъжки вокал и се класира на 3-то място на зрителския вот. Следват конкурси в Босна и Херцеговина. Там печели награда за цялостно представяне и специална награда на журито.
През 2007 г. участва на конкурса „Suncaneskale“ в Черна гора с песента „Близо до мен“, музика и текст на М. Македонски и аранжимент на Емил Бояджиев, микс от етно, R&B и поп. През същата година в конкурса „Бургас и морето“ се състезава с баладата „Бялата лодка“ в дует с Нора Караиванова и печели 3-то място. Музиката е на М. Македонски, текстът – на Явор Кирин. Следва участие отново в Босна и Херцеговина на Босненския радиофестивал. Отново печели специална награда на журито за „Близо до мен“.
През 2019 г. Илчев печели седми сезон на „Като две капки вода“ по NOVA.
През 2020 г. участва и в музикалното предаване "Маскираният певец" в ролята на Светлината.
Песните “Любовта” и “Далеч от страха” стават номер едно сингли в класацията на БГ радио през 2020 година.

## Филмография
- Завръщане 2 (2022)